# Bob Long
Bob Andrew Long (McKeesport, 16 de junho de 1941 – Brookfield, 16 de março de 2025) foi um jogador profissional de futebol americano estadunidense.

## Carreira
Bob Long foi campeão do Super Bowl II jogando pelo Green Bay Packers.

## Morte
Long morreu em Brookfield, Wisconsin, no dia 16 de março de 2025, aos 86 anos.